# فهد جاسم الفریج
فهد جاسم الفریج (زادهٔ ۱۷ ژانویهٔ ۱۹۵۰) سیاستمدار اهل سوریه است. وی وزارت دفاع سوریه را از ۱۸ ژوئیه ۲۰۱۲ به عهده گرفت و پس از آن در ۱ ژانویه سال ۲۰۱۸ با حکم بشار اسد سپهبد علی عبدالله ایوب که تا پیش از آن ریاست ستاد مشترک ارتش را بر عهده داشت جانشین وی گردید.